# 東松駅
東松駅（トンソンえき、동송역）は、現在の大韓民国江原特別自治道鉄原郡に存在した金剛山電気鉄道の駅（廃駅）である。

## 歴史
- 1925年12月20日：大位里駅として開業[1]。
- 日時不明：東松駅に改称。
- 1950年：朝鮮戦争により廃止。